# Skibby
Skibby är en ort på Själland i Danmark. Den ligger i Frederikssunds kommun och Region Hovedstaden, 40 km väster om Köpenhamn. Skibby ligger 31 meter över havet och antalet invånare är 3 191.  Närmaste större samhälle är Roskilde, 14 km sydost om Skibby.